# Elisabeth Rust
Elisabeth Rust (geb. Zöscher; * 14. Juni 1958; † 22. November 2004) war eine österreichische Langstrecken- und Bergläuferin.

## Werdegang
Dreimal gewann sie den Graz-Marathon: 1994, 1995 und 1998, wobei sie bei den letzten beiden Siegen jeweils auch österreichische Marathonmeisterin wurde.
1993 und 1994 wurde sie österreichische Meisterin im Halbmarathon und im Berglauf; zwei weitere nationale Titel im Berglauf kamen 2000 und 2001 dazu.
Insgesamt fünfmal kam sie bei Berglauf-Weltmeisterschaften unter die Top 10, mit einem siebten Rang 1990 als bester Platzierung.

Ihre persönliche Bestleistung im Marathon von 2:43:36 Stunden erzielte sie 2000 beim Vienna City Marathon. Im September 2000 stellte sie beim Schneeberglauf einen Streckenrekord auf, der erst 2008 von Andrea Mayr gebrochen wurde. 2001 siegte sie beim Oberelbe-Marathon.
Elisabeth Rust startete für den Post SV Graz und den LAC Salzburg. 1991 und 1993 wurde sie als beste steirische Leichtathletin mit dem Dottermann-Preis ausgezeichnet. Sie verstarb am 22. November 2004 im Alter von 46 Jahren.

## Sportliche Erfolge
| Datum/Jahr    | Rang | Wettbewerb                                       | Austragungsort | Zeit     | Bemerkung                                          |
| ------------- | ---- | ------------------------------------------------ | -------------- | -------- | -------------------------------------------------- |
| 22. Apr. 2001 | 1    | Oberelbe-Marathon                                | Dresden        | 02:48:10 |                                                    |
| 21. Mai 2000  |      | Vienna City Marathon                             | Wien           | 02:43:36 | persönliche Marathon-Bestzeit                      |
| 11. Okt. 1998 | 1    | Österreichische Staatsmeisterschaft Marathon     | Graz           | 02:45:50 | Österreichische Staatsmeisterin beim Graz-Marathon |
| 22. Okt. 1995 | 1    | Österreichische Staatsmeisterschaft Marathon     | Graz           | 02:44:00 | Österreichische Staatsmeisterin beim Graz-Marathon |
| 23. Okt. 1994 | 1    | Graz-Marathon                                    | Graz           | 02:46:10 |                                                    |
| 11. Sep. 1994 | 1    | Österreichische Staatsmeisterschaft Halbmarathon | Schönkirchen   | 01:19:22 | Österreichische Staatsmeisterin Halbmarathon       |
| 5. Sep. 1993  | 1    | Österreichische Staatsmeisterschaft Halbmarathon | Pinkafeld      | 01:16:56 | Österreichische Staatsmeisterin Halbmarathon       |

| Datum/Jahr    | Rang | Wettbewerb                             | Austragungsort         | Zeit     | Bemerkung                       |
| ------------- | ---- | -------------------------------------- | ---------------------- | -------- | ------------------------------- |
| 23. Sep. 2000 | 1    | Schneeberglauf                         | Puchberg am Schneeberg | 01:04:22 | [ 3 ]                           |
| 10. Sep. 2000 | 9    | Berglauf-Weltmeisterschaften 2000      | Bergen (Chiemgau)      | 00:51:55 | beim Hochfellnberglauf          |
| 4. Sep. 1994  | 10   | Berglauf-Weltmeisterschaften 1994      | Berchtesgaden          | 00:42:33 |                                 |
| 1994          | 1    | Österreichische Meisterschaft Berglauf | Telfes im Stubai       |          | beim Schlickeralmlauf           |
| 1993          | 1    | Österreichische Meisterschaft Berglauf | Telfes im Stubai       |          | beim Schlickeralmlauf           |
| 8. Sep. 1991  | 8    | Berglauf-Weltmeisterschaften 1991      | Zermatt                | 00:46:03 | beim Matterhornlauf             |
| 15. Sep. 1990 | 7    | Berglauf-Weltmeisterschaften 1990      | Telfes im Stubai       | 00:38:38 | im Rahmen des Schlickeralmlaufs |

## Persönliche Rekorde
- 3000 m: 9:40,52 min, 6. Juni 1993, Kapfenberg
- 5000 m: 17:22,39 min, 2. September 1995, Kapfenberg
- 10.000 m: 35:32,61 min, 22. Mai 1993, Dornbirn (Platz 10 in der österreichischen Ewigen Bestenliste, Stand Juni 2009)
- Halbmarathon: 1:16:56 h, 5. September 1993, Pinkafeld (Platz 10 in der österreichischen Ewigen Bestenliste, Stand Juni 2009)
- Marathon: 2:43:36 h, 21. Mai 2000, Wien (Platz 10 in der österreichischen Ewigen Bestenliste, Stand Juni 2009)